# Паризька бізнес-школа
Паризька бізнес-школа (англ. The Paris School of Business, PSB) (колишня Школа менеджменту ESG) — це бізнес-школа в Парижі та Ренні (Франція), що пропонує курси BBA, MBA, MSc, MIM, DBA, а також курси з англійської та французької мов. Школа є частиною групи Groupe ESG, мережі семи бізнес-шкіл Парижа, разом із 26000 випускників.

## Презентація
Паризька бізнес-школа — це міжнародна школа групи Groupe ESG. Розташована в Парижі та Ренні. Школа пропонує як типові французькі програми вищої освіти, так і курси, що повністю викладаються англійською мовою. У школі навчається понад 3000 студентів, від рівня бакалавру (Bachelor of Business Administration) до докторантури (Doctorate in education).
1. ↑  Cécile Peltier (3 лютого 2015). L'ESG devient Paris School of Business (фр.). Educpros by l'Etudiant. Процитовано 17 лютого 2020.
2. ↑  Le réseau des anciens (фр.). ESG. Процитовано 17 лютого 2020.